# УР-100Н
УР-100Н (Індекс ГРАУ — 15А30, за договором СНО — РС-18А) — радянська рідинна міжконтинентальна балістична ракета (МБР) шахтного базування. Несе на борту до 6 бойових блоків та комплекс засобів подолання ПРО противника. З кінця 2010-х років УР-100Н УТТХ використовується ракетними військами стратегічного призначення Росії (РВСП РФ) для запуску та несення як боєголовка гіперзвукового бойового блоку «Авангард».
Розроблено в ЦКЛ машинобудування (ОКБ-52, з 2007 року ВАТ «НВО машинобудування») під керівництвом Володимира Челомея та у Філії № 1 ЦКБМ під керівництвом Віктора Бугайського.
Комплекс поставлено на бойове чергування 26 квітня 1975 року. Прийнято на озброєння 30 грудня 1975 року. Серійне виробництво ракет розгорнуто в 1974 на Московському Машинобудівному заводі імені М. В. Хрунічева і тривало до 1985 року.

## Історія
Розроблено в ЦКЛ машинобудування (ОКБ-52, з 2007 року ВАТ «НВО машинобудування») під керівництвом Володимира Челомея та у Філії № 1 ЦКБМ під керівництвом Віктора Бугайського. Розроблення розпочато 2 вересня 1969 року. Випробування проводилися на полігоні Байконур із 9 квітня 1973 року до жовтня 1975 року. Комплекс поставлено на бойове чергування 26 квітня 1975 року. Прийнято на озброєння 30 грудня 1975 року.
Серійне виробництво ракет розгорнуто 1974 року у Московському Машинобудівному заводі імені М. В. Хрунічева.

### УР-100Н УТТХ
У 1979 році на озброєння прийнято комплекс УР-100Н УТТХ (індекс ГРАУ — 15А35, за договором СНО — РС-18Б, за класифікацією НАТО — SS-19 mod.2 Stiletto) з покращеними тактико-технічними характеристиками. Серійне виробництво УР-100Н УТТХ тривало до 1985 року. Термін служби продовжено до 35 років.

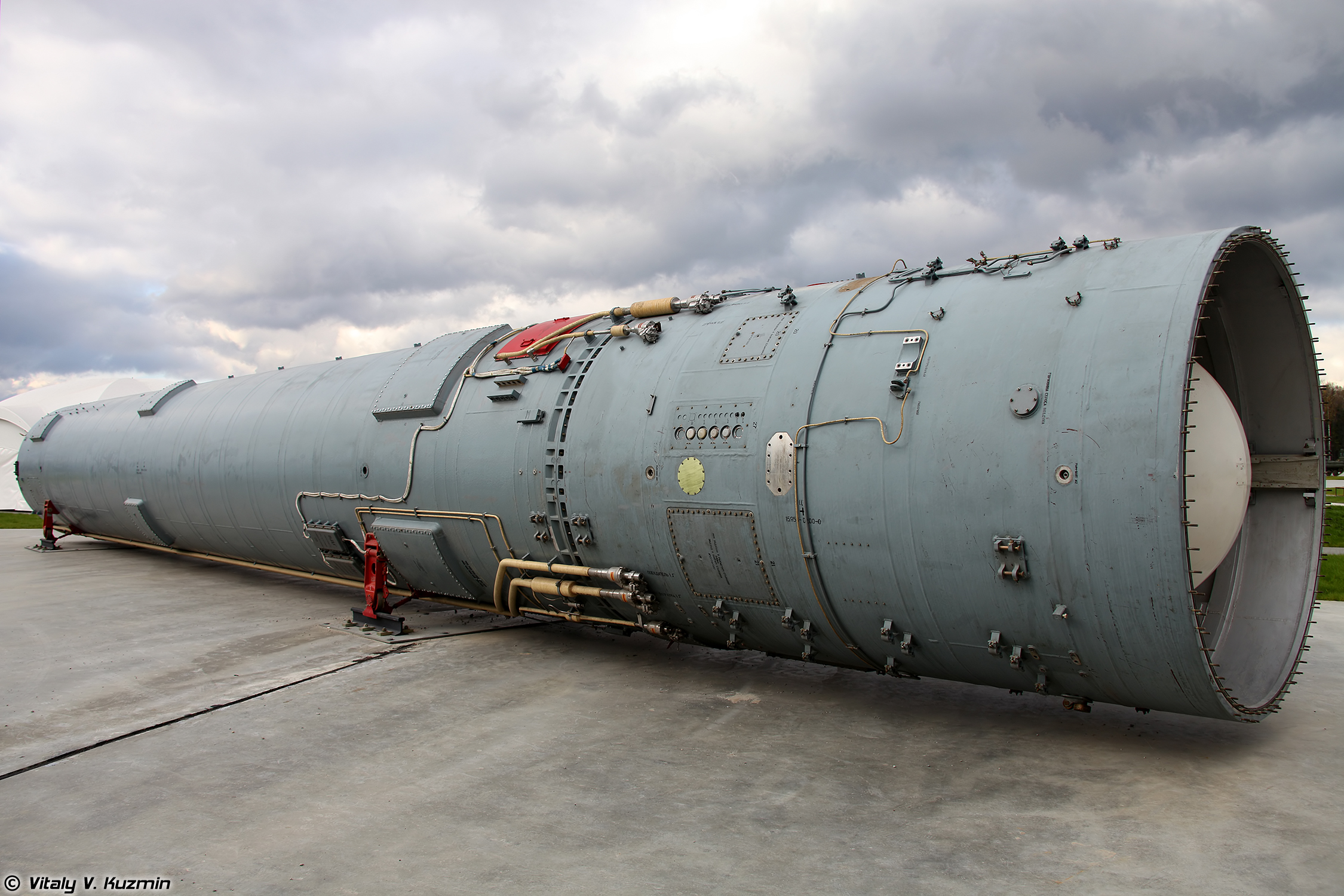
Міжконтинентальна балістична ракета шахтного базування 15А35/УР-100Н УТТХ/РС-18Б у транспортно-пусковому контейнері 15Я54

МБР УР-100Н УТТХ (РС-18Б) є модифікацією ракети МБР УР-100Н. На новій ракеті було підвищено надійність роботи рухових установок, покращилися характеристики системи управління та бойового оснащення. Загальна дальність польоту ракети трохи зросла. Значно спростилася експлуатація ракетних комплексів при одночасному підвищенні стійкості до факторів ядерного вибуху. Ракета відрізняється простотою конструкції та високою надійністю низки систем. Постанова уряду про створення ракетного комплексу УР-100Н з поліпшеними тактико-технічними характеристиками вийшла 16 серпня 1976 року. МБР УР-100Н УТТХ розроблена в ЦКЛ машинобудування під керівництвом В. М. Челомея та у філівській Філії № 1 ЦКБМ, очолюваному Віктором Бугайським. У зв'язку зі збільшенням точності американських міжконтинентальних балістичних ракет потрібно підвищити рівень захищеності шахтних пускових установок, а також застосувати новий комплекс засобів подолання протиракетної оборони противника. Серія випробувальних пусків УР-100Н УТТХ проводилася з 28 вересня 1977 року по 26 червня 1979 року на полігоні Байконур. 17 грудня 1980 року комплекс було прийнято на озброєння. Перший ракетний полк із МБР УР-100Н УТТХ заступив на бойове чергування 7 листопада 1979 року (м. Хмельницький). Розгортання МБР УР-100Н УТТХ розпочалося у 1980 році. Усього було поставлено на бойове чергування 360 ракет.
Стаціонарний ракетний комплекс 15П035 включав 10 міжконтинентальних балістичних ракет 15А35 змонтованих в шахтних пускових установках 15П735, а також уніфікований командний пункт 15В52У високої захищеності.

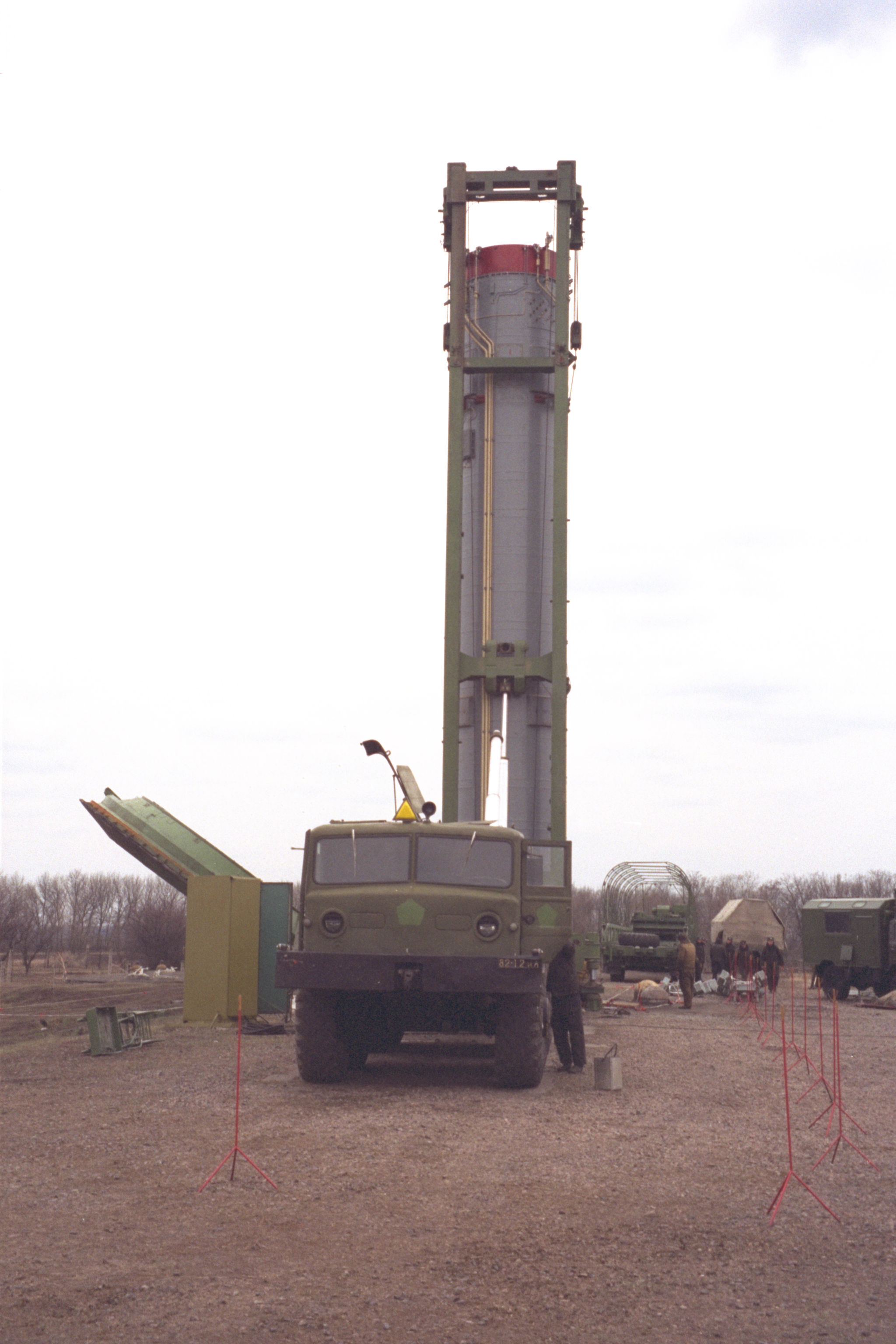
Установка в ШПУ

Серійне виробництво ракет УР-100Н УТТХ на Московському машинобудівному заводі імені М. В. Хрунічева тривало до 1985 року. Це була остання МБР, що випускалася на підприємстві. Після цього завод імені М. В. Хрунічева повністю перейшов на випуск космічної техніки.

### Носії космічного призначення
На базі МБР розроблені ракети-носії «Рокот» — з розгінним блоком «Бриз-КМ» замість третього ступеня та «Стріла» — зі зміненим ПЗ блоку наведення. Можливе виведення на навколоземну орбіту вантажу масою до 1950 кг.

## Основні характеристики
- Прийняття на озброєння: 1975
- Маса: 105 600 кг
- Діаметр: 2,5 м
- Довжина: 24 м
- Вага, що закидається: 4350 кг
- Точність, КВО: 350—550 м [6]
- Тип ГЧ: РГЧ ІН 6×750 кт — 1 Мт
- Район розведення бойових блоків: 1000х2000 км[7].
- Дальність пострілу: 10 000 км.

## Порівняльна характеристика
| Загальні відомості та основні тактико-технічні характеристики радянських балістичних ракет третього покоління                                                                                    | Загальні відомості та основні тактико-технічні характеристики радянських балістичних ракет третього покоління | Загальні відомості та основні тактико-технічні характеристики радянських балістичних ракет третього покоління | Загальні відомості та основні тактико-технічні характеристики радянських балістичних ракет третього покоління | Загальні відомості та основні тактико-технічні характеристики радянських балістичних ракет третього покоління |
| Найменування ракети | РСД-10 | УР-100 НУ | МР УР-100 | Р-36М, Р-36М УТТХ                                                                                             |
| Конструкторське бюро | МІТ | НВО «Машинобудування»                                                                                         | КБ «Південне»                                                                                                 | КБ «Південне»                                                                                                 |
| --- | --- | --- | --- | --- |
| Генеральний конструктор | А. Д. Надірадзе                                                                                               | В. М. Челомей                                                                                                 | Ф. Уткін | Ф. Уткін |
| | ВНИИЭФ, З. Р. Кочарянц                                                                                        | ВНДІП, О. Н. Тихані                                                                                           | ВНДІЕФ, С. Г. Кочарянц                                                                                        | ВНДІЕФ, С. Г. Кочарянц                                                                                        |
| | | ВНДІЕФ, Є. А. Негін                                                                                           | | |
| Початок розроблення | 04.03.1966 | 16.08.1976 | 09.1970 | 02.09.1969 |
| Початок випробувань | 21.09.1974 | 26.10.1977 | 26.12.1972 | 21.02.1973 |
| Дата прийняття на озброєння | 11.03.1976 | 17.12.1980 | 30.12.1975 | 30.12.1975 |
| Рік постановки на бойове чергування першого комплексу | 30.08.1976 | 06.11.1979 | 06.05.1975 | 25.12.1974 |
| Максимальна кількість ракет, що стояли на озброєнні | 405 | 360 | 150 | 308 |
| Рік зняття з бойового чергування останнього комплексу | 1990 | | 1995 | |
| Максимальна дальність, км | 5000 | 10000 | 10000+10320                                                                                                   | 11000+16000                                                                                                   |
| Стартова маса, т | 37,0 | 105,6 | 71,1 | 210,0 |
| Маса корисного навантаження, кг | 1740 | 4350 | 2550 | 8800 |
| Довжина ракети, м | 16,49 | 24,3 | 21,6 | 36,6 |
| Максимальний діаметр, м | 1,79 | 2,5 | 2,25 | 3,0 |
| Тип головної частини | голова частина, що розділяється, з блоками індивідуального наведення                                          | голова частина, що розділяється, з блоками індивідуального наведення                                          | голова частина, що розділяється, з блоками індивідуального наведення                                          | голова частина, що розділяється, з блоками індивідуального наведення                                          |
| Кількість і потужність бойових блоків, Мт | 1×1; 3×0,15                                                                                                   | 6×0,75 | 4×0,55+0,75                                                                                                   | 8×0,55+0,75                                                                                                   |
| Вартість серійного пострілу, тис. крб. | 8300 | 4750 | 5630 | 11870 |
| Джерело інформації : Оружие ракетно-ядерного удара. / Под ред. Ю. А. Яшина. — М.: Издательство МГТУ имени Н. Э. Баумана, 2009. — С. 25–26 — 492 с. — Тираж 1 тыс. экз. — ISBN 978-5-7038-3250-9. | | | | |

## Де можна побачити
- Ракета 15А35 представлена у філії Центрального музею РВСП у Військовій академії РВСП ім. Петра Великого у Балашихі Московської області.
- Також ракету можна побачити у Дмитрівській філії МДТУ імені Миколи Баумана.